# Anna Friel
Anna Louise Friel (Rochdale, 12 de julho de 1976) é uma atriz britânica. Alcançou reconhecimento com sua interpretação de Beth Jordache na soap opera Brookside (1993–1995), e ganhou destaque internacional quando interpretou Charlotte 'Chuck' Charles na série de televisão americana Pushing Daisies (2007–2009).
Friel fez sua estreia no cinema em The Land Girls (1998). Seus outros créditos incluem, Sonho de uma Noite de Verão, A Fraude (ambos em 1999), Buscando a Fama (2000), Eu sem Você (2001), Linha do Tempo (2003), Gol! - O Sonho Impossível (2005), Condessa de Sangue (2008), O Elo Perdido (2009), O Último Guarda-Costas, Você Vai Conhecer O Homem Dos Seus Sonhos (ambos em 2010), Sem Limites (2011), O Olhar do Amor (2013), The Master Cleanse, e Invasão de Privacidade (ambos em 2016).
Ela recebeu vários prêmios, incluindo um Emmy Internacional, um Drama Desk Award, um National Television Award, um RTS Award e um Honoris causa, além de indicações ao BAFTA, Globo de Ouro, Satellite Award, Saturn Award,  Genie Award e Czech Lion Awards.

## Biografia
Friel estreou no cinema em 1998 em Land Girls de David Leland e desde então tem feito uma série de filmes como Sonho de uma Noite de Verão (1999), Timeline (2003), Land of the Lost (2009) e Limitless (2011). Fora do cinema, ela interpretou o papel de Charlotte "Chuck" Charles na série de comédia Pushing Daisies, para a qual foi nomeada para o Golden Globe Award em 2008.
Ela recebeu vários prêmios, incluindo um Emmy, o National Television Awards (1995), Drama Desk Award (1999) e o Royal Television Society Award .

## Vida pessoal
Filha de professores, Anna se interessou por representações deste cedo. Foi casada com o ator David Thewlis, com quem tem uma filha. Foi casada também com o ator Rhys Ifans.

## Filmografia

### Cinema
| Ano  | Título                             | Papel                     | Nota(s)        |
| ---- | ---------------------------------- | ------------------------- | -------------- |
| 1998 | The Stringer                       | Helen                     |                |
| 1998 | The Land Girls                     | Prue (Prudence)           |                |
| 1999 | A Midsummer Night's Dream          | Hermia                    |                |
| 1999 | Rogue Trader                       | Lisa Leeson               |                |
| 1999 | Mad Cows                           | Maddy                     |                |
| 2000 | Sunset Strip                       | Tammy Franklin            |                |
| 2000 | An Everlasting Piece               | Bronagh                   |                |
| 2001 | The War Bride                      | Lily                      |                |
| 2001 | Me Without You                     | Marina                    |                |
| 2003 | Last Rumba in Rochdale             | Bodney (voz)              | Curta-metragem |
| 2003 | Timeline                           | Lady Claire               |                |
| 2005 | Goal!                              | Roz Harmison              |                |
| 2006 | Irish Jam                          | Maureen Duffy             |                |
| 2006 | Niagara Motel                      | Denise                    |                |
| 2007 | Goal II: Living the Dream          | Roz Harmison              |                |
| 2007 | Rubbish                            | Isobel                    | Curta-metragem |
| 2008 | Bathory                            | Condessa Erzsébet Báthory |                |
| 2009 | Land of the Lost                   | Holly Cantrell            |                |
| 2010 | London Boulevard                   | Briony                    |                |
| 2010 | You Will Meet a Tall Dark Stranger | Iris                      |                |
| 2011 | Limitless                          | Melissa                   |                |
| 2012 | Metamorphosis: Titian 2012         | Diana                     | Curta-metragem |
| 2013 | The Look of Love                   | Jean Raymond              |                |
| 2013 | Having You                         | Anna                      |                |
| 2014 | Good People                        | Sarah                     |                |
| 2014 | Advent                             | Helen                     | Curta-metragem |
| 2015 | Urban & the Shed Crew              | Greta                     |                |
| 2016 | The Cleanse                        | Maggie                    |                |
| 2016 | I.T.                               | Rose Regan                |                |
| 2017 | Tomato Red                         | Bev Merridew              |                |
| 2018 | The Sea                            | Jenny                     | Curta-metragem |
| 2019 | Sulphur and White                  | Joanne Tait               |                |
| 2020 | Books of Blood                     | Mary                      |                |
| 2021 | Charming the Hearts of Men         | Grace Gordon              |                |

### Televisão
| Ano           | Título                                      | Papel                      | Nota(s) |
| ------------- | ------------------------------------------- | -------------------------- | --- |
| 1991          | G.B.H.                                      | Susan Nelson               | Minissérie |
| 1991          | Coronation Street                           | Belinda Johnson            | 2 episódios |
| 1992          | Emmerdale                                   | Poppy Bruce                | 4 episódios |
| 1993          | Medics                                      | Holly Jarrett              | Episódio #3.3 |
| 1993–1995     | Brookside                                   | Beth Jordache              | |
| 1995          | The Imaginatively Titled Punt & Dennis Show |                            | Episódio #2.1 |
| 1996          | Tales from the Crypt                        | Angelica, Leah             | Episódio: "About Face" |
| 1996          | Cadfael                                     | Sioned                     | Episódio: "A Morbid Taste for Bones" |
| 1998          | Our Mutual Friend                           | Bella Wilfer               | Minissérie |
| 1998          | The Tribe                                   | Lizzie                     | Telefilme |
| 1998          | St. Ives                                    | Flora Gilchrist            | Telefilme |
| 2001          | The Fear                                    | Storyteller                | Episódio: "Horror: A True Tale" |
| 2002          | Fields of Gold                              | Lucia Merritt              | Telefilme |
| 2003          | Watermelon                                  | Claire Ryan                | Telefilme |
| 2004          | The Jury                                    | Megan Delaney              | |
| 2004          | Perfect Strangers                           | Susie Wilding              | Telefilme |
| 2007–2009     | Pushing Daisies                             | Charlotte "Chuck" Charles  | Indicada–Prêmio Saturno de Melhor Atriz - Televisão Indicada–Globo de Ouro de Melhor Atriz em Série de Comédia ou Musical Indicada–Prêmio Satellite de Melhor Atriz em Série Musical ou de Comédia |
| 2009          | The Street                                  | Dee Purnell                | 2 episódios |
| 2011          | Neverland                                   | Elizabeth Bonny            | |
| 2011          | Treasure Guards                             | Victoria Eckhart           | Telefilme |
| 2011          | Come Fly with Me                            | Ela mesma                  | Episódio #1.5 |
| 2011          | Without You                                 | Ellie                      | |
| 2012          | Public Enemies                              | Paula Radnor               | Minissérie |
| 2013          | Playhouse Presents                          | Jenny                      | Episódio: "The Pavement Psychologist" |
| 2013          | The Vatican                                 | Kayla Duffy                | piloto |
| 2014          | The Psychopath Next Door                    | Eve Wright                 | Telefilme |
| 2015          | American Odyssey                            | Sgt. Odelle Ballard        | |
| 2015          | The Heavy Water War                         | Julie Smith                | (também conhecido: The Saboteurs) |
| 2016–presente | Marcella                                    | Detetive Marcella Backland | Emmy Internacional de Melhor Atriz |
| 2017          | The Keith and Paddy Picture Show            | Adrian                     | Episódio: "Rocky" |
| 2017          | Broken                                      | Christina Fitzsimmons      | |
| 2017          | The Girlfriend Experience                   | Erica Myles                | 2° temporada |
| 2018          | Butterfly                                   | Vicky Duffy                | |
| 2019          | Deep Water                                  | Lisa Kallisto              | |
| 2021          | The Box                                     | Detetive Sharon Pici       | |
| 2022          | Monarch                                     | Nicolette "Nicky" Roman    | |